# GtkRadiant
GtkRadiant 是id Software与Loki Software共同开发的关卡设计软件。

## 历史
GtkRadiant起源于id Software的内部工具。之前仅支持Windows。
GtkRadiant2001年作为Q3Radiant的改版放出，特性是：使用GTK+以便支持Linux和Mac OS X。
GtkRadiant使用GNU General Public License，相当长的时间内存放于id Software的Subversion仓库，新代码使用GPL兼容协议，而老代码——来自Q3Radiant使用id Software的封闭协议。直到2005年8月19日，Quake III Arena和Q3Radiant源代码以GPLv2再次释放。

## DarkRadiant
DarkRadiant是针对id Tech 4设计，很大程度上改进GTKRadiant的一个修改版。原为Doom 3的MODThe Dark Mod开发。

## ZeroRadiant
ZeroRadiant（或者 GTKRadiant 1.6.0）是即将到来的 GTKRadiant 版本，基于1.4.0 结构和设计。用于id的新游戏。由id Software和志愿者维护。

## 支持的游戏
GtkRadiant Subversion版本里最重要的游戏包是，下列游戏 包括额外支持扩展包和MOD。
- CodeRED: Alien Arena- 使用针对性的 AARadiant.
- DarkPlaces
- Doom 3- Doom 3自带Windows下独有的D3Radiant（基于 Q3Radiant，而不是GtkRadiant）。但GtkRadiant 1.5.x可以用于Doom 3。
- 半条命
- Heretic II
- Nexuiz
- 猎魂
- 雷神之锤
- 雷神之锤II
- 雷神之锤III竞技场
- 雷神之锤4- 也用 D3Radiant，同理，Linux下地图编辑用GtkRadiant。
- Return To Castle Wolfenstein
- Wolfenstein: Enemy Territory
- Soldier of Fortune II: Double Helix
- Star Trek: Voyager Elite Force
- Star Wars Jedi Knight II: Jedi Outcast
- Star Wars Jedi Knight: Jedi Academy
- Tremulous
- UFO: Alien Invasion
- War§ow

曾经支持：
- Medal of Honor: Allied Assault
- Call of Duty
- Call of Duty 2

以下游戏用 GtkRadiant 作为地图编辑器，使用 Quake III Arena包和其他编译器和转换器：
- Neverball
- Crystal Space引擎
- Irrlicht 游戏引擎（支持 Q3A .bsp 文件）

自制方案支持：
- Blob Wars : Blob And Conquer
- GunZ: The Duel（幻影神槍）